# Elimination Chamber

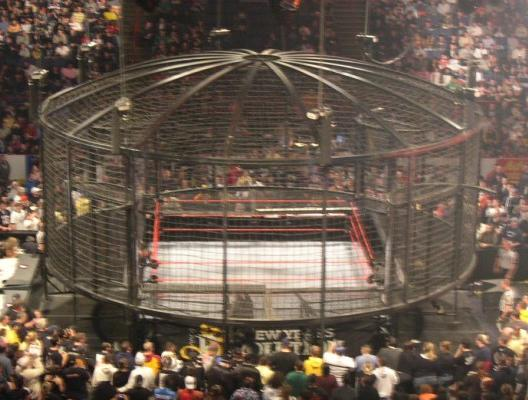
Klatka Elimination Chamber na gali New Year’s Revolution 2006

Elimination Chamber match – odmiana walki w wrestlingu występująca tylko na gali Elimination Chamber. W walce bierze udział 6 zawodników zamkniętych w stalowej kopule z czterema kabinami. Na początku na ringu znajduje się 2 wrestlerów, a pozostała czwórka jest zamknięta w kabinach, skąd są wypuszczani w regularnych odstępach czasu. Zawodnik, który zostanie przypięty lub się podda – odpada. Wygrywa ostatni zawodnik na ringu. W polskiej terminologii wrestlingowej Elimination Chamber tłumaczone jest jako Komora eliminacji.

## Historia

### Geneza

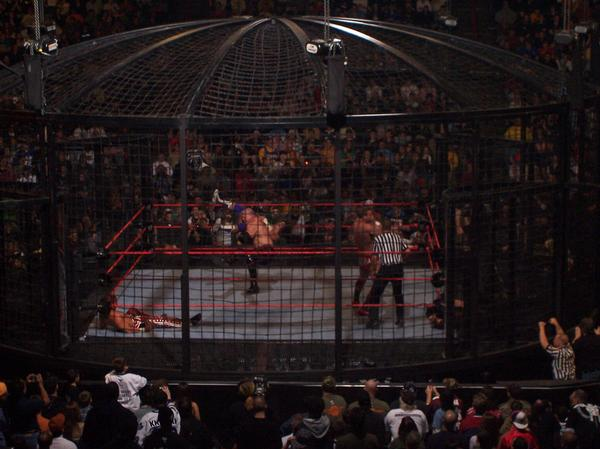
Walka brandu Raw w 2006

Przed powstaniem Elimination Chamber matchu, w WWE używało się jedynie dwóch rodzajów walk w zamknięciu – Steel Cage matchu i Hell in a Cell matchu. W 2002 roku WWE ogłosiło powstanie Elimination Chamber – walki w klatce, która łączyła elementy Hell in a Cell, Royal Rumble, Survivor Series oraz WarGames matchy. Odstępy czasowe pomiędzy wejściami zawodników zapożyczono od Royal Rumble i WarGames, klatkę od Hell in a Cell, a zasadę eliminacji od Survivor Series. Koncept walki został stworzony przez wrestlera Triple H’a.

### Gale PPV podczas rozbicia brandów
W 2002 WWE rozpoczęło dzielenie swojego rosteru na dwa brandy. Każdy z brandów (Raw i SmackDown!) otrzymał swoje własne programy telewizyjne oraz gale pay-per-view. Generalny Manager Raw, Eric Bischoff, ogłosił pierwszy Elimination Chamber match; odbył się on na gali Survivor Series 2002. Do 2006 roku ten typ pojedynku zarezerwowany był jedynie dla Raw. Od 2008 Elimination Chamber match pojawiał się jedynie na galach WWE No Way Out; walczyli w nim wrestlerzy z różnych brandów. W 2010 roku WWE zastąpiło No Way Out galą WWE Elimination Chamber.

## Walka

### Zasady
Eliimination Chamber match jest walką opartą za zasadach eliminacji, rozgrywającą się w ringu i otaczającej go stalowej klatce. Klatka Elimination Chamber jest okrągła, jej ściany zbudowane są ze stalowych belek połączonych łańcuchami. Podłoga wewnątrz klatki poniesiona jest do poziomu wysokości ringu. W środku klatki, przy każdym z czterech narożników ringu, znajdują się komory zbudowane z pleksiglasu. W Elimination Chamber matchu walczy 6 zawodników. Dwoje z nich rozpoczyna walkę, a kolejni uczestnicy walki są losowo wypuszczani z komór w równych odstępach czasowych (5 minut). Zawodnik, który zostanie przypięty lub się podda – zostaje wyeliminowany z walki. Wygrywa ostatni zawodnik na ringu. W 2012 roku wprowadzono regułę mówiącą o tym, że wszystkie poddania i przypięcia muszą mieć miejsce w ringu. W tym typie walki nie ma dyskwalifikacji. Jeżeli komora czekającego w niej zawodnika zostanie zniszczona, może on natychmiast dołączyć do walki.

### Klatka

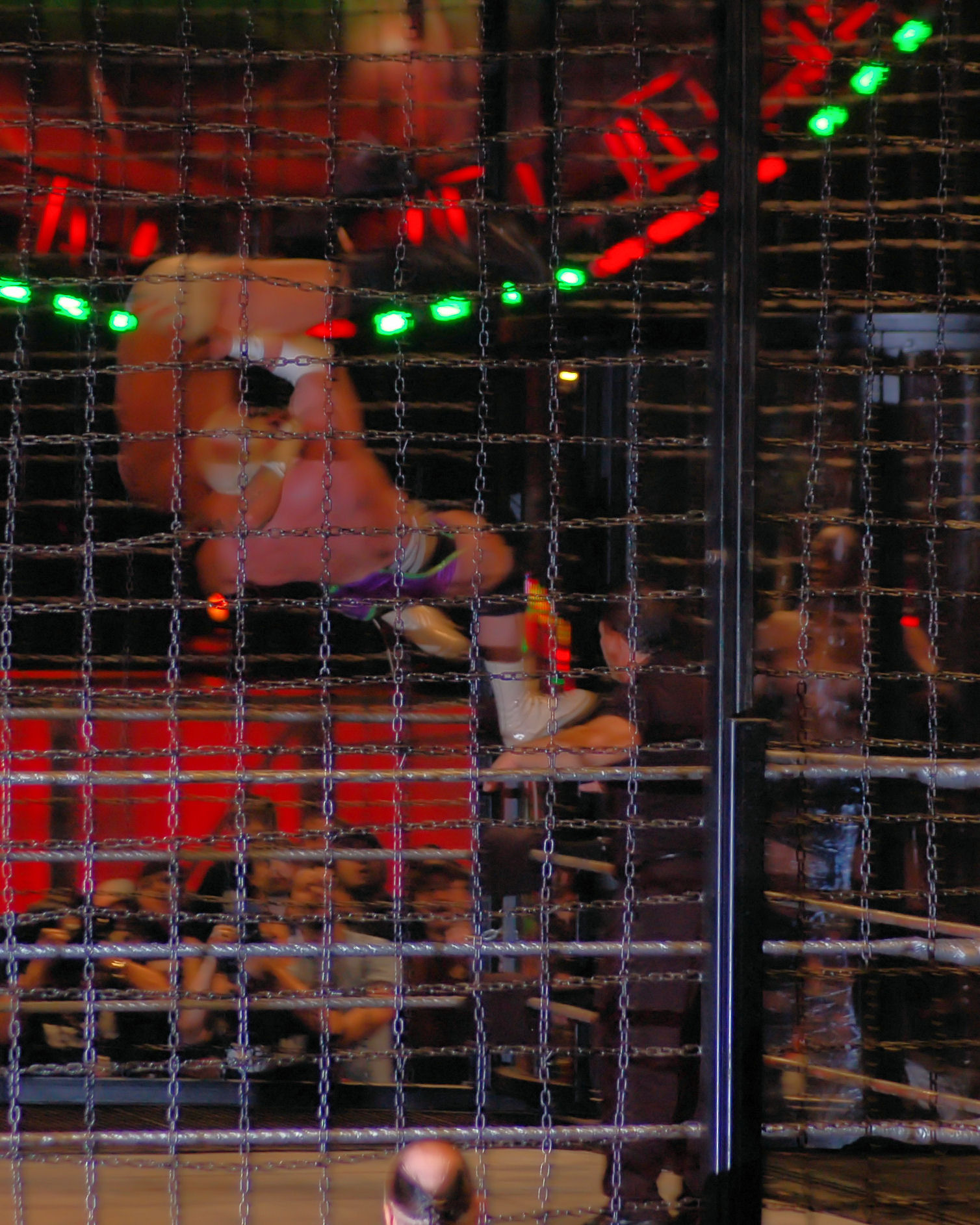
Hardcore Holly i CM Punk biorący udział w Extreme Elimination Chamber na gali December to Dismember w 2006.

Jeden z designerów klatki Elimination Chamber, Jason Robinson, wyznał, że powstało kilka projektów klatki. Struktura komory eliminacji została wyprodukowana fabrycznie w Colorado Springs, a zbudowanie jej po raz pierwszy zajęło około siedmiu tygodni. Konstrukcja kosztowała 250 tysięcy amerykańskich dolarów.
Zbudowana jest ze stali pomalowanej na czarno, waży 15 ton, z czego 10 waży sama stal. Każda z wewnętrznych komór wykonana jest z pleksiglasu. Łańcuchy otaczające klatkę mają 3,2 km długości i ważą ponad 5 ton. Do transportu klatki wykorzystuje się 15-metrową ciężarówkę. Budowa struktury na arenie trwa 8 godzin. Kiedy nie jest używana, komora eliminacji przechowywana jest w porcie w Newark w stanie New Jersey. Ze względu na problemy z zawieszaniem klatki na wielu arenach, WWE zaprzestało organizowania gali Elimination Chamber przez półtora roku. Cykl powrócił w lutym 2017 jako ekskluzywny dla brandu SmackDown, gdzie zadebiutowała nowa wersja klatki. Większość okrągłych elementów została zmieniona w kwadratowe (w tym cztery komory, w których przebywają wrestlerzy), zabezpieczono okolice ringu cienkimi materacami, zaś na szczycie klatki umieszczono logo federacji.

### Wariacje
Na gali December to Dismember w 2006, zawodnicy z brandu ECW wzięli udział w „Extreme Elimination Chamber” matchu. W tej wariacji pojedynku, w każdej z wewnętrznej komór umieszczona była broń. Broni można było używać w trakcie pojedynku.
Na evencie Elimination Chamber w 2015 odbył się Tag Team Elimination Chamber match. Członkowie jednego tag-teamu zostali umieszczeni we wspólnej komorze; łącznie w walce brało udział 6 tag-teamów.

### Interwencje
Pomimo klatki otaczającej znaczną część przestrzeni poza ringiem, interwencje z zewnątrz zdarzają się dość często. Na gali New Year’s Revolution (2005) w 2005 Ric Flair odwrócił uwagę sędziego, dzięki czemu Triple H mógł wygrać starcie. Na No Way Out 2009 Edge zaatakował Kofiego Kingstona podczas jego wejścia do ringu, zamknął się w przeznaczonej dla Kofiego komorze i zajął jego miejsce w walce o World Heavyweight Championship. Na gali Elimination Chamber 2010 zaś, Cody Rhodes zaatakował Teda DiBiase’ego Jr. metalową rurą, a jeszcze tej samej nocy Shawn Michaels zaatakował The Undertakera, przez co ten stracił tytuł mistrzowski. Trzy lata później Mark Henry zaatakował uczestników starcia po zostaniu wyeliminowanym. W 2014 The Wyatt Family zainterweniowało atakując Johna Cenę. Tej samej nocy Kane doprowadził do przegranej Daniela Bryana.

## Lista walk
| #  | Brand/Dywizja | Tytuł                                                                    | Rezultat | Data                   | Gala                         | Miejsce                               | Przypis       | Czas  |
| -- | ------------- | ------------------------------------------------------------------------ | --- | ---------------------- | ---------------------------- | ------------------------------------- | ------------- | ----- |
| 1  | Raw           | World Heavyweight Championship                                           | Shawn Michaels pokonał Triple H’a (c), Chrisa Jericho, Kane’a, Bookera T i Roba Van Dama | 17 listopada 2002(dts) | Survivor Series (2002)       | Nowy Jork, Nowy Jork                  | [ 19 ] [ 20 ] | 39:20 |
| 2  | Raw           | World Heavyweight Championship                                           | Triple H (c) pokonał Goldberga, Chrisa Jericho, Shawna Michaelsa, Randy’ego Ortona i Kevina Nasha | 24 sierpnia 2003(dts)  | SummerSlam (2003)            | Phoenix, Arizona                      | [ 21 ] [ 22 ] | 19:12 |
| 3  | Raw           | World Heavyweight Championship                                           | Triple H pokonał Randy’ego Ortona, Batistę, Chrisa Jericho, Chrisa Benoit i Edge’a (sędzia specjalny: Shawn Michaels) | 9 stycznia 2005(dts)   | New Year’s Revolution (2005) | San Juan, Portoryko                   | [ 23 ] [ 24 ] | 35:02 |
| 4  | Raw           | WWE Championship                                                         | John Cena (c) pokonał Carlito, Chrisa Mastersa, Shawna Michaelsa, Kane’a i Kurta Angle’a | 8 stycznia 2006(dts)   | New Year’s Revolution (2006) | Albany, Nowy Jork                     | [ 25 ] [ 26 ] | 28:25 |
| 5  | ECW           | ECW World Championship                                                   | Bobby Lashley pokonał Big Showa (c), Testa, Roba Van Dama, Hardcore Holly’ego i CM Punka | 3 grudnia 2006(dts)    | December to Dismember (2006) | Augusta, Georgia                      | [ 27 ]        | 24:42 |
| 6  | SmackDown/ECW | Miano pretendenta do World Heavyweight Championship na WrestleManii XXIV | The Undertaker pokonał Batistę, Finlaya, Montel Vontavious Portera, The Great Khaliego i Big Daddy V | 17 lutego 2008(dts)    | No Way Out (2008)            | Las Vegas, Nevada                     | [ 28 ] [ 29 ] | 29:28 |
| 7  | Raw           | Miano pretendenta do WWE Championship na WrestleManii XXIV               | Triple H pokonał Jeffa Hardy’ego, Shawna Michaelsa, Chrisa Jericho, Umagę i Johna "Bradshaw" Layfielda | 17 lutego 2008(dts)    | No Way Out (2008)            | Las Vegas, Nevada                     | [ 28 ] [ 30 ] | 23:54 |
| 8  | SmackDown     | WWE Championship                                                         | Triple H pokonał Edge’a (c), The Undertakera, Jeffa Hardy’ego, Big Showa i Vladimira Kozlova | 15 lutego 2009(dts)    | No Way Out (2009)            | Seattle, Waszyngton                   | [ 31 ] [ 32 ] | 35:55 |
| 9  | Raw           | World Heavyweight Championship                                           | Edge pokonał Johna Cenę (c), Reya Mysterio, Chrisa Jericho, Mike’a Knoxa i Kane’a | 15 lutego 2009(dts)    | No Way Out (2009)            | Seattle, Waszyngton                   | [ 31 ] [ 33 ] | 29:46 |
| 10 | Raw           | WWE Championship                                                         | John Cena pokonał Sheamusa (c), Triple H’a, Kofiego Kingstona, Teda DiBiasego i Randy’ego Ortona | 21 lutego 2010(dts)    | Elimination Chamber (2010)   | Saint Louis, Missouri                 | [ 34 ] [ 35 ] | 30:10 |
| 11 | SmackDown     | World Heavyweight Championship                                           | Chris Jericho pokonał The Undertakera (c), Johna Morrisona, Reya Mysterio, CM Punka i R-Trutha | 21 lutego 2010(dts)    | Elimination Chamber (2010)   | Saint Louis, Missouri                 | [ 35 ] [ 36 ] | 35:40 |
| 12 | SmackDown     | World Heavyweight Championship                                           | Edge (c) pokonał Reya Mysterio, Kane’a, Drew McIntyre’a, Big Showa i Wade’a Barretta | 20 lutego 2011(dts)    | Elimination Chamber (2011)   | Oakland, Kalifornia                   | [ 37 ]        | 31:30 |
| 13 | Raw           | Miano pretendenta do WWE Championship na WrestleManii XXVII              | John Cena pokonał CM Punka, Johna Morrisona, Sheamusa, Randy’ego Ortona i R-Trutha | 20 lutego 2011(dts)    | Elimination Chamber (2011)   | Oakland, Kalifornia                   | [ 38 ]        | 33:12 |
| 14 | Raw           | WWE Championship                                                         | CM Punk (c) pokonał The Miza, Chrisa Jericho, Kofiego Kingstona, Dolpha Zigglera i R-Trutha | 19 lutego 2012(dts)    | Elimination Chamber (2012)   | Milwaukee, Wisconsin                  | [ 39 ]        | 32:39 |
| 15 | SmackDown     | World Heavyweight Championship                                           | Daniel Bryan (c) pokonał Santino Marellę, Wade’a Barretta, Cody’ego Rhodesa, Big Showa i The Great Khaliego | 19 lutego 2012(dts)    | Elimination Chamber (2012)   | Milwaukee, Wisconsin                  | [ 40 ]        | 34:04 |
| 16 | WWE           | Miano pretendenta do World Heavyweight Championship na WrestleManii 29   | Jack Swagger pokonał Randy’ego Ortona, Chrisa Jericho, Marka Henry’ego, Kane’a i Daniela Bryana | 17 lutego 2013(dts)    | Elimination Chamber (2013)   | Nowy Orlean, Luizjana                 | [ 41 ]        | 31:18 |
| 17 | WWE           | WWE World Heavyweight Championship                                       | Randy Orton (c) pokonał Daniela Bryana, Johna Cenę, Cesaro, Christiana i Sheamusa | 23 lutego 2014(dts)    | Elimination Chamber (2014)   | Minneapolis, Minnesota                | [ 42 ]        | 37:30 |
| 18 | WWE           | WWE Tag Team Championship                                                | The New Day (Big E, Kofi Kingston i Xavier Woods) (c) pokonali The Prime Time Players (Darren Young i Titus O’Neil), Tysona Kidda i Cesaro, The Ascension (Konnor i Viktor), The Lucha Dragons (Kalisto i Sin Cara) oraz Los Matadores (Diego i Fernando) | 31 maja 2015(dts)      | Elimination Chamber (2015)   | Corpus Christi, Teksas                | [ 43 ]        | 23:40 |
| 19 | WWE           | WWE Intercontinental Championship                                        | Ryback pokonał Sheamusa, Dolpha Zigglera, Marka Henry’ego, R-Trutha i Kinga Barretta | 31 maja 2015(dts)      | Elimination Chamber (2015)   | Corpus Christi, Teksas                | [ 44 ]        | 25:12 |
| 20 | SmackDown     | WWE Championship                                                         | Bray Wyatt pokonał Johna Cenę (c), AJ Stylesa, barona Corbina, The Miza i Deana Ambrose’a | 12 lutego 2017(dts)    | Elimination Chamber (2017)   | Phoenix, Arizona                      | [ 45 ]        | 34:20 |
| 21 | Raw           | WWE Raw Women’s Championship                                             | Alexa Bliss (c) pokonała Bayley, Mandy Rose, Mickie James, Sashę Banks i Sonyę Deville | 25 lutego 2018(dts)    | Elimination Chamber (2018)   | Paradise, Nevada                      | [ 46 ]        | 29:35 |
| 22 | Raw           | Miano pretendenta do WWE Universal Championship na WrestleManii 34       | Roman Reigns pokonał Brauna Strowmana, Eliasa, Finna Bálora, Johna Cenę, Setha Rollinsa i The Miza | 25 lutego 2018(dts)    | Elimination Chamber (2018)   | Paradise, Nevada                      | [ 47 ]        | 40:15 |
| 23 | Raw/SmackDown | WWE Women’s Tag Team Championship                                        | The Boss ‘n’ Hug Connection (Bayley i Sasha Banks) pokonały Carmellę i Naomi, Mandy Rose i Sonyę Deville, Nię Jax i Taminę, The IIconics (Billie Kay i Peyton Royce) oraz The Riott Squad (Liv Morgan i Sarah Logan)                                      | 17 lutego 2019(dts)    | Elimination Chamber (2019)   | Houston, Teksas                       | [ 48 ]        | 33:00 |
| 24 | SmackDown     | WWE Championship                                                         | Daniel Bryan (c) pokonał AJ Stylesa, Jeffa Hardy’ego, Kofiego Kingstona, Randy’ego Ortona i Samoa Joe | 17 lutego 2019(dts)    | Elimination Chamber (2019)   | Houston, Teksas                       | [ 49 ]        | 36:40 |
| 25 | SmackDown     | WWE SmackDown Tag Team Championship                                      | The Miz i John Morrison (c) pokonali Dolpha Zigglera i Roberta Roode’a, Heavy Machinery (Otisa i Tuckera), Lucha House Party (Lince’a Dorado i Grana Metalika), The New Day (Big E i Kofiego Kingstona) oraz The Usos (Jeya Uso i Jimmy’ego Uso)          | 8 marca 2020(dts)      | Elimination Chamber (2020)   | Filadelfia, Pensylwania               | [ 50 ]        | 32:55 |
| 26 | Raw           | Miano pretendentki do WWE Raw Women’s Championship na WrestleManii 36    | Shayna Baszler pokonała Asukę, Liv Morgan, Natalyę, Ruby Riott i Sarah Logan | 8 marca 2020(dts)      | Elimination Chamber (2020)   | Filadelfia, Pensylwania               | [ 51 ]        | 21:00 |
| 27 | SmackDown     | Natychmiastowa walka o WWE Universal Championship                        | Daniel Bryan pokonał Jeya Uso, Kevina Owensa, Cesaro, Samiego Zayna i Kinga Corbina | 21 lutego 2021(dts)    | Elimination Chamber (2021)   | St. Petersburg, Floryda               | [ 52 ]        | 34:20 |
| 28 | Raw           | WWE Championship                                                         | Drew McIntyre (c) pokonał Sheamusa, Jeffa Hardy’ego, Randy’ego Ortona, Kofiego Kingstona i AJ Stylesa | 21 lutego 2021(dts)    | Elimination Chamber (2021)   | St. Petersburg, Floryda               | [ 53 ]        | 31:10 |
| 29 | Raw           | Miano pretendentki do WWE Raw Women’s Championship na WrestleManii 38    | Bianca Belair pokonała Liv Morgan, Rheę Ripley, Doudrop, Nikki A.S.H. i Alexę Bliss | 19 lutego 2022(dts)    | Elimination Chamber (2022)   | Dżudda, Arabia Saudyjska              | [ 54 ]        | 15:45 |
| 30 | Raw           | WWE Championship                                                         | Brock Lesnar pokonał Bobby’ego Lashleya (c), Setha „Freakin” Rollinsa, Austina Theory’ego, Riddle’a i AJ Stylesa | 19 lutego 2022(dts)    | Elimination Chamber (2022)   | Dżudda, Arabia Saudyjska              | [ 55 ]        | 14:55 |
| 31 | Raw/SmackDown | Miano pretendentki do WWE Raw Women’s Championship na WrestleManii 39    | Asuka pokonała Liv Morgan, Nikki Cross, Raquel Rodriguez, Natalyę i Carmellę | 18 lutego 2023(dts)    | Elimination Chamber (2023)   | Montreal, Quebec, Kanada              | [ 56 ]        | 19:30 |
| 32 | Raw           | WWE United States Championship                                           | Austin Theory (c) pokonał Setha „Freakin” Rollinsa, Johnny’ego Gargano, Bronsona Reeda, Damiana Priesta i Monteza Forda | 18 lutego 2023(dts)    | Elimination Chamber (2023)   | Montreal, Quebec, Kanada              | [ 57 ]        | 31:30 |
| 33 | Raw/SmackDown | Miano pretendentki do Women’s World Championship na WrestleManii XL      | Becky Lynch pokonała Biancę Belair, Liv Morgan, Tiffany Stratton, Naomi i Raquel Rodriguez | 24 lutego 2024(dts)    | Elimination Chamber (2024)   | Perth, Australia Zachodnia, Australia | [ 58 ] [ 59 ] | 32:15 |
| 34 | Raw/SmackDown | Miano pretendenta do World Heavyweight Championship na WrestleManii XL   | Drew McIntyre pokonał Randy’ego Ortona, Bobby’ego Lashleya, LA Knighta, Kevina Owensa i Logana Paula | 24 lutego 2024(dts)    | Elimination Chamber (2024)   | Perth, Australia Zachodnia, Australia | [ 58 ] [ 59 ] | 36:55 |
| 35 | Raw/SmackDown | Miano pretendentki do Women’s World Championship na WrestleManii 41      | Bianca Belair pokonała Liv Morgan, Alexę Bliss, Bayley, Naomi i Roxanne Perez | 1 marca 2025(dts)      | Elimination Chamber (2025)   | Toronto, Ontario, Kanada              | [ 60 ]        | 29:15 |
| 36 | Raw/SmackDown | Miano pretendenta do Undisputed WWE Championship na WrestleManii 41      | John Cena pokonał CM Punka, Drew McIntyre’a, Logana Paula, Damiana Priesta i Setha "Freakin" Rollinsa | 1 marca 2025(dts)      | Elimination Chamber (2025)   | Toronto, Ontario, Kanada              | [ 60 ]        | 32:40 |

### Lista uczestników

#### Mężczyźni
| Wrestler                 | Zwycięstwa | Stoczone walki | Liczba eliminacji |
| ------------------------ | ---------- | -------------- | ----------------- |
| Triple H                 | 4          | 6              | 7                 |
| John Cena                | 4          | 8              | 6                 |
| Daniel Bryan             | 3          | 5              | 5                 |
| Drew McIntyre            | 2          | 4              | 5                 |
| Edge                     | 2          | 4              | 4                 |
| Brock Lesnar             | 1          | 1              | 4                 |
| Bray Wyatt               | 1          | 1              | 2                 |
| Ryback                   | 1          | 1              | 2                 |
| Jack Swagger             | 1          | 1              | 1                 |
| Roman Reigns             | 1          | 1              | 1                 |
| Xavier Woods             | 1          | 1              | 1                 |
| Austin Theory            | 1          | 2              | 2                 |
| Big E                    | 1          | 2              | 1                 |
| The Undertaker           | 1          | 3              | 6                 |
| John Morrison            | 1          | 3              | 4                 |
| Bobby Lashley            | 1          | 3              | 2                 |
| Shawn Michaels           | 1          | 4              | 3                 |
| The Miz                  | 1          | 4              | 3                 |
| CM Punk                  | 1          | 5              | 7                 |
| Kofi Kingston            | 1          | 6              | 4                 |
| Chris Jericho            | 1          | 8              | 10                |
| Randy Orton              | 1          | 9              | 8                 |
| Braun Strowman           | 0          | 1              | 5                 |
| Carlito                  | 0          | 1              | 3                 |
| Goldberg                 | 0          | 1              | 3                 |
| Darren Young             | 0          | 1              | 2                 |
| Konnor                   | 0          | 1              | 2                 |
| Montez Ford              | 0          | 1              | 2                 |
| Santino Marella          | 0          | 1              | 2                 |
| Test                     | 0          | 1              | 2                 |
| Booker T                 | 0          | 1              | 1                 |
| Christian                | 0          | 1              | 1                 |
| Chris Masters            | 0          | 1              | 1                 |
| Cody Rhodes              | 0          | 1              | 1                 |
| Dean Ambrose             | 0          | 1              | 1                 |
| Finlay                   | 0          | 1              | 1                 |
| Jimmy Uso                | 0          | 1              | 1                 |
| Otis                     | 0          | 1              | 1                 |
| Robert Roode             | 0          | 1              | 1                 |
| Ted DiBiase              | 0          | 1              | 1                 |
| Viktor                   | 0          | 1              | 1                 |
| Big Daddy V              | 0          | 1              | 0                 |
| Bronson Reed             | 0          | 1              | 0                 |
| Chris Benoit             | 0          | 1              | 0                 |
| Diego                    | 0          | 1              | 0                 |
| Elias                    | 0          | 1              | 0                 |
| Fernando                 | 0          | 1              | 0                 |
| Finn Bálor               | 0          | 1              | 0                 |
| Gran Metalik             | 0          | 1              | 0                 |
| Hardcore Holly           | 0          | 1              | 0                 |
| Johnny Gargano           | 0          | 1              | 0                 |
| John "Bradshaw" Layfield | 0          | 1              | 0                 |
| Kalisto                  | 0          | 1              | 0                 |
| Kevin Nash               | 0          | 1              | 0                 |
| Kurt Angle               | 0          | 1              | 0                 |
| Mike Knox                | 0          | 1              | 0                 |
| LA Knight                | 0          | 1              | 0                 |
| Lince Dorado             | 0          | 1              | 0                 |
| Montel Vontavious Porter | 0          | 1              | 0                 |
| Riddle                   | 0          | 1              | 0                 |
| Sami Zayn                | 0          | 1              | 0                 |
| Samoa Joe                | 0          | 1              | 0                 |
| Sin Cara                 | 0          | 1              | 0                 |
| Titus O'Neil             | 0          | 1              | 0                 |
| Tucker                   | 0          | 1              | 0                 |
| Tyson Kidd               | 0          | 1              | 0                 |
| Umaga                    | 0          | 1              | 0                 |
| Vladimir Kozlov          | 0          | 1              | 0                 |
| Batista                  | 0          | 2              | 3                 |
| Jey Uso                  | 0          | 2              | 3                 |
| Damian Priest            | 0          | 2              | 2                 |
| Mark Henry               | 0          | 2              | 2                 |
| Kevin Owens              | 0          | 2              | 1                 |
| Logan Paul               | 0          | 2              | 1                 |
| Rob Van Dam              | 0          | 2              | 1                 |
| Baron Corbin             | 0          | 2              | 0                 |
| The Great Khali          | 0          | 2              | 0                 |
| Rey Mysterio             | 0          | 3              | 3                 |
| Cesaro                   | 0          | 3              | 1                 |
| Dolph Ziggler            | 0          | 3              | 1                 |
| Wade Barrett             | 0          | 3              | 0                 |
| AJ Styles                | 0          | 4              | 2                 |
| Big Show                 | 0          | 4              | 2                 |
| Jeff Hardy               | 0          | 4              | 2                 |
| R-Truth                  | 0          | 4              | 1                 |
| Seth Rollins             | 0          | 4              | 0                 |
| Sheamus                  | 0          | 5              | 5                 |
| Kane                     | 0          | 5              | 2                 |

#### Kobiety
| Wrestlerka       | Zwycięstwa | Stoczone walki | Liczba eliminacji |
| ---------------- | ---------- | -------------- | ----------------- |
| Bianca Belair    | 2          | 3              | 4                 |
| Shayna Baszler   | 1          | 1              | 5                 |
| Becky Lynch      | 1          | 1              | 1                 |
| Sasha Banks      | 1          | 2              | 3                 |
| Asuka            | 1          | 2              | 3                 |
| Alexa Bliss      | 1          | 3              | 4                 |
| Bayley           | 1          | 3              | 2                 |
| Tamina           | 0          | 1              | 2                 |
| Billie Kay       | 0          | 1              | 1                 |
| Mickie James     | 0          | 1              | 1                 |
| Nia Jax          | 0          | 1              | 1                 |
| Peyton Royce     | 0          | 1              | 1                 |
| Rhea Ripley      | 0          | 1              | 1                 |
| Tiffany Stratton | 0          | 1              | 1                 |
| Doudrop          | 0          | 1              | 0                 |
| Roxanne Perez    | 0          | 1              | 0                 |
| Ruby Riott       | 0          | 1              | 0                 |
| Carmella         | 0          | 2              | 2                 |
| Mandy Rose       | 0          | 2              | 1                 |
| Natalya          | 0          | 2              | 1                 |
| Raquel Rodriguez | 0          | 2              | 1                 |
| Sonya Deville    | 0          | 2              | 1                 |
| Nikki Cross      | 0          | 2              | 0                 |
| Sarah Logan      | 0          | 2              | 0                 |
| Naomi            | 0          | 3              | 0                 |
| Liv Morgan       | 0          | 6              | 5                 |